# 莱昂蒂伊夫卡
51°8′50″N 33°37′57″E / 51.14722°N 33.63250°E
莱昂蒂伊夫卡（烏克蘭語：Леонтіївка）是位於烏克蘭東北部的鄉村居民點，由蘇梅州科諾托普區的布林市鎮負責管轄。該居民点處於斯洛博達和索羅欽斯凱之間，海拔高度155米，2001年人口94。